# Tetrachaete elionuroides
Tetrachaete elionuroides là một loài thực vật có hoa trong họ Hòa thảo. Loài này được Chiov. miêu tả khoa học đầu tiên năm 1908.